# Svartarhæð
Svartarhæð är en kulle i republiken Island. Den ligger i regionen Norðurland vestra, 120 km nordost om huvudstaden Reykjavík. Toppen på Svartarhæð är 593 meter över havet.
Trakten runt Svartarhæð är nära nog obefolkad, med mindre än två invånare per kvadratkilometer. Det finns inga samhällen i närheten. Trakten runt Svartarhæð består i huvudsak av gräsmarker.